# Eye
Eye — це щомісячний рецензований медичний журнал присвячений офтальмології. Він був заснований у 1881 році як Transactions of the Ophthalmological Societies of the United Kingdom (Угода офтальмологічних товариств Сполученого Королівства), отримавши свою нинішню назву в 1987 році. Eye публікує Nature Portfolio (Springer Nature) і він є офіційним журналом Королівського коледжу офтальмологів (Лондон).
Головний редактор — Собха Сівапрасад (Очна лікарня Мурфілдс та Університетський коледж Лондона).
Згідно з Journal Citation Reports, імпакт-фактор Eye у 2021 році становить 4,456.

## Цілі та сфера застосування
Eye прагне надати міжнародним практикуючим офтальмологам високоякісні статті академічної суворості про останні глобальні клінічні та лабораторні дослідження. Його основною метою є розвиток науки та практики офтальмології за допомогою останніх клінічних та науково обґрунтованих досліджень. Хоча в основному журнал призначений для практикуючих клініцистів, журнал містить матеріали, цікаві для широкої аудиторії, включаючи оптометристів, ортоптів, інших медичних працівників і дослідників у всіх аспектах галузі очних наук у всьому світі.
Eye заохочує подавати оригінальні статті, що охоплюють усі аспекти офтальмології, включаючи:
- захворювання зовнішнього ока
- окулопластична хірургія
- захворювання орбіти і слізної системи
- порушення очної поверхні та рогівки
- дитяча офтальмологія та косоокість
- глаукома
- медицина та хірургія сітківки
- нейроофтальмологія
- катаракта та рефракційна хірургія
- очна онкологія
- офтальмологічна патологія
- офтальмологічна генетика